# Goliat (aardolieveld)
Goliat is een aardolieveld in de Barentszzee ten noorden van Noorwegen.

## Ligging
Het olieveld ligt zo’n 85 kilometer ten noordwesten van Hammerfest. Het Italiaanse energiebedrijf Eni kreeg in 1997 de rechten om in het gebied naar olie en gas te zoeken. In 2000 werd de eerste olie aangetroffen. Het olieveld Goliat bestaat uit vier deelvelden, waarvan Kobbe en Realgrunnen de belangrijkste zijn. De winbare reserve wordt geschat op 179 miljoen vaten of 28,5 miljoen m³. Het duurde tot 2009 alvorens de Noorse regering instemde met de ontwikkeling van het veld, de geïsoleerde ligging in een kwetsbaar gebied speelde hierbij een rol. In maart 2016, drie jaar later dan verwacht, kwam de eerste olie naar boven. De investering kwam ook boven het budget uit. De totale kosten worden geraamd op US$ 6 miljard.

## Beschrijving
Voor de ontwikkeling van het veld wordt gebruik gemaakt van een Floating Production, Storage and Offloadingplatform (FPSO). Dit Sevanplatform met een deplacement van 165.000 ton werd in Zuid-Korea gefabriceerd. Na een reis van 15.000 zeemijl leverde de Dockwise Vanguard de FPSO af in Hammerfest. De FPSO werd later afgemeerd boven het veld op 71 graden noorderbreedte, een record want geen ander platform ligt zo dicht bij de Noordpool. Voor de elektriciteitsvoorziening is een kabel aangelegd met het vasteland. 
De gewonnen olie wordt tijdelijk opgeslagen en shuttletankers transporteren de olie naar de afzetmarkten. De FPSO zelf heeft een opslagcapaciteit van 1 miljoen vaten. Er worden in totaal 22 boorputten geslagen waarvan 12 bestemd voor de olieproductie, zeven om water en drie om aardgas in het veld te injecteren. Deze laatste 10 putten moeten er voor zorgen dat de druk in het veld hoog blijft en daarmee de olieproductie wordt gestimuleerd. Eni verwacht ruim 5 miljoen m³ per jaar te produceren, maar dit zal snel dalen om uiteindelijk op zo’n 0,5 miljoen m³ per jaar uit te komen. Het veld heeft een verwachte levensduur van 15 jaar, tenzij meer reserves worden aangetoond.